# 中间茯蕨
中间茯蕨（学名：Leptogramma intermedia）为金星蕨科茯蕨属下的一个种。其种加词“intermedia”意为“中间的”。
现接受名为Stegnogramma intermedia (Ching ex Y.X.Lin)。